# Alliance Airlines

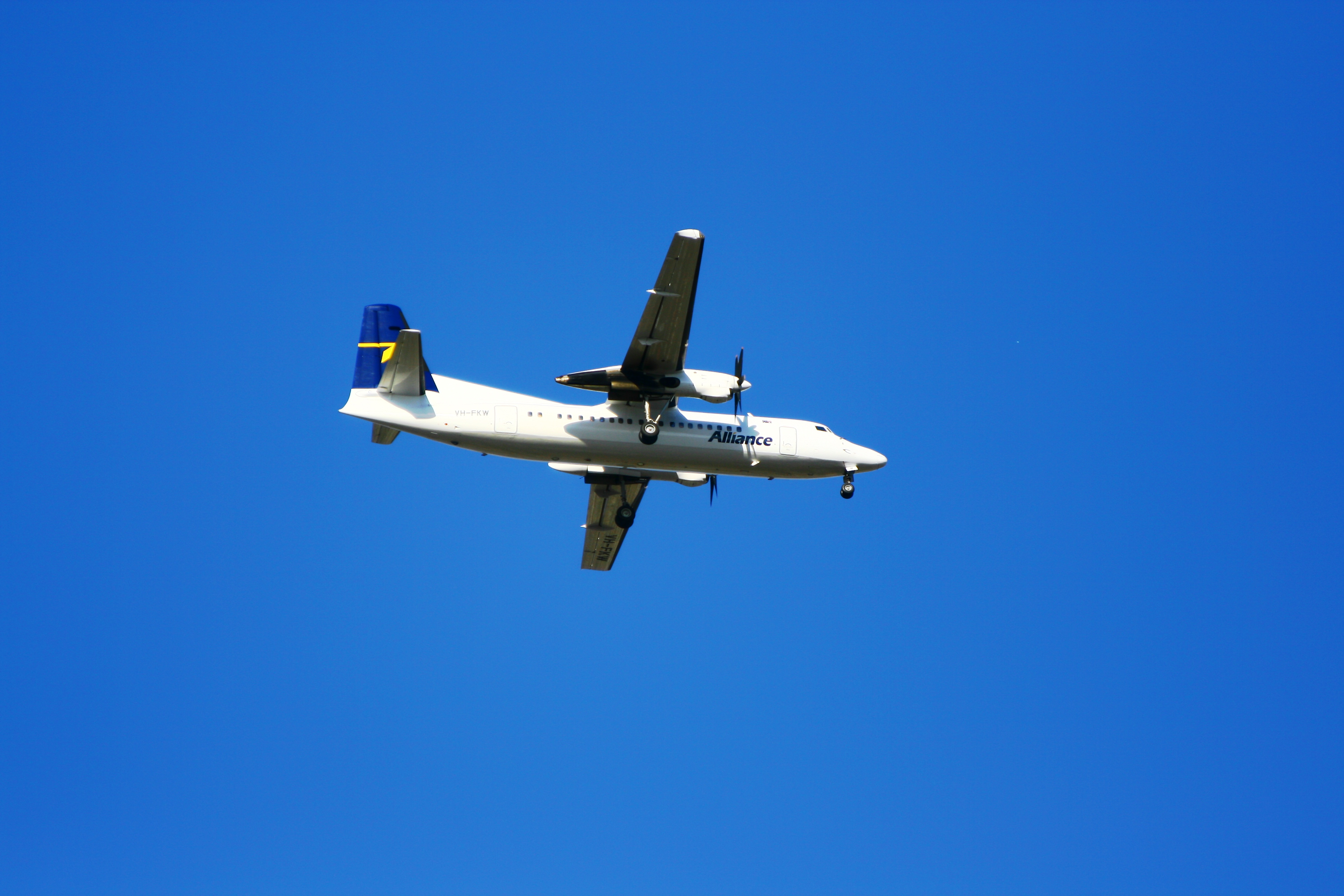

Alliance Airlines – australijska czarterowa linia lotnicza z siedzibą w Brisbane. Specjalizuje się w długich lotach czarterowych pomiędzy ośrodkami górnictwa oraz przemysłu ze stolicami regionów Australii. Główna baza znajduje się w Brisbane Airport.